# Roger II. de Saint-Lary

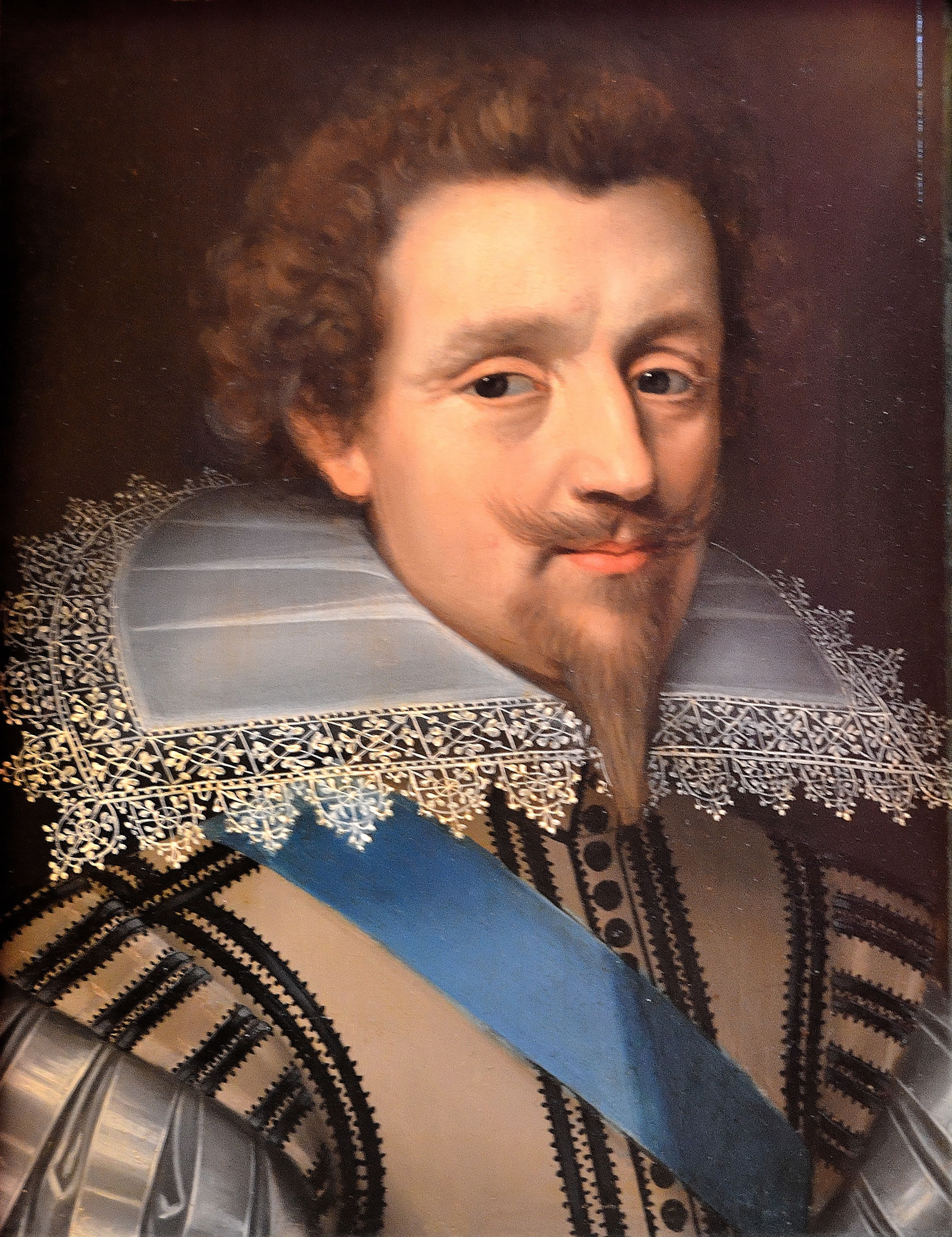
Roger II. de Saint-Lary (1620)

Roger II. de Saint-Lary (* 10. Dezember 1562; † 13. Juli 1646 in Paris) war ein Favorit der Könige Heinrich III. und Heinrich IV. von Frankreich. Er war Duc de Bellegarde, Marquis de Versoy, Seigneur de Baron de Termes, Pair de France.

## Biographie
Er war der Sohn von Jean de Saint-Lary († 1586), Seigneur de Termes et de Montastruc, Gouverneur von Metz, und Anne de Villemur († 1586), somit der Neffe von Roger I. de Saint-Lary. Sein Vetter Jean Louis de Nogaret de La Valette (der Sohn seiner Tante Jeanne de Saint-Lary) führte ihn am französischen Hof ein. 1586 erbte er den Besitz seines Vaters, 1587 wurde er durch den Tod seines Vetters César de Saint-Lary Seigneur et Baron de Bellegarde. 1588 bis 1629 war er Premier Gentilhomme de la Chambre du Roi.
Er war einer der Katholiken, die Heinrich IV. nach dem Tod Heinrichs III. 1589 folgten. Er unterstützte ihn während der Hugenottenkriege und wurde von ihm mit Ehren überhäuft – der ihm aber auch die Geliebte wegnahm: Im November 1590 – während die Belagerung von Paris sich hinzog – musste Roger de Saint-Lary dem König seine Mätresse Gabrielle d’Estrées vorstellen, beide reisten nach Coeuvres, wo Gabrielle wohnte. Kurz darauf war sie die Mätresse des Königs.
Am 12. Mai 1592 wurde er Gouverneur von Quillebeuf, am 7. Dezember 1595 Chevalier des Ordres du Roi und 1602 Gouverneur des Herzogtums Burgund und der Bresse als Nachfolger des Duc de Biron.
Heinrich IV. ernannte ihn 1605 zum Großstallmeister von Frankreich. Dieses Amt gab er 1611 zugunsten seines Bruders César-Auguste de Saint-Lary auf. Er wurde Surintendant de la Maison et Premier Gentilhomme de la Chambre de Gaston de France (* 1608). Ludwig XIII. ernannt ihn im September 1619 zum Herzog von Bellegarde und Pair von Frankreich, wobei er Saint-Larys Besitz in Seurre (Burgund) unter dem Namen Bellegarde zum Herzogtum machte. Als sein Bruder 1621 starb, übernahm Roger de Saint-Lary erneut das Amt des Großstallmeisters.
In den sehr schwierigen Jahren 1629 und 1630, in denen Maria de’ Medici und der Herzog von Orléans sich angeblich gegen Kardinal Richelieu verbündet hatten, gab es Gerüchte, dass Bellegarde ihre Vereinbarungen in einer kostbaren Halskette versteckt mit sich trage. Nach der Journée des dupes (11. November 1630), als Gaston bei dem Versuch scheiterte, eine Armee gegen den König aufzustellen, ließ der Herzog von Bellegarde ihn durch die von ihm verwaltete Provinz nach Lothringen ziehen und versuchte danach in Burgund, Leute gegen den König zu sammeln. Als der König davon erfuhr, zog er mit einer Armee nach Burgund. Bellegarde floh, nachdem der König Dijon erobert und das Parlement gezwungen hatte, ein Edikt gegen Gastons Anhänger zu erlassen (15. Oktober 1631). Das Amt des Gouverneurs von Burgund wurde Henri II. de Bourbon, prince de Condé übertragen. Im Jahr darauf, nach Richelieus Sieg, wurde Roger de Saint-Lary begnadigt und konnte nach Frankreich zurückkehren.
Der Herzog von Bellegarde starb 1646 im Alter von 83 Jahren ohne legitime Nachkommen, sein Leichnam wurde in der Jesuitenkirche in Dijon bestattet, sein Herz in der Jesuitenkirche von Paris in der Rue Saint-Antoine (heute St-Paul-St-Louis).

## Ehe, Liaisons und Nachkommen
1596 heiratete er Anne de Bueil († 1631), Tochter von Honorat de Bueil, Seigneur de Fontaines und Chevalier des Ordres du Roi, und Anne de Bueil, somit Enkelin mütterlicherseits von Louis IV. de Bueil, Graf von Sancerre (Haus Bueil); die Ehe blieb kinderlos.
Aus einer Liaison zu einer unbekannten Frau hatte er einen außerehelichen Sohn, Pierre de Bellegarde, dit le Chevalier de Montbrun, Seigneur de Souscarrière bei Grosbois en Brie, der im April 1628 legitimiert wurde.
Darüber hinaus ist bekannt, dass er außer Gabrielle d’Estrées auch Louise Marguerite de Lorraine, princesse de Conti zu seinen Mätressen zählte.